# Fighting Harada
Masahiko „Fighting“ Harada (jap. 原田 政彦, Harada Masahiko; * 5. April 1943 in Tokio) ist ein ehemaliger japanischer Boxer.
Er wurde mit 16 Jahren Profi und gewann mit seinem charakteristischen Angriffsboxen seine ersten 25 Kämpfe, bevor er dem unbekannten Mexikaner Edmundo Esparza nach Punkten unterlag. Wenig später bekam er dennoch einen Kampf um den WBA-Weltmeistertitel im Fliegengewicht und schlug am 10. Oktober 1962 die thailändische Legende Pone Kingpetch überraschend in der elften Runde KO. Nachdem er im direkten Rückkampf im Januar 1963 den Titel nach Punkten wieder verloren hatte, stieg er in das Bantamgewicht auf.
1964 ging er gegen den Mexikaner José Medel KO, bekam aber am 31. Mai 1965 dennoch eine Titelchance gegen den brasilianischen WBA- und WBC-Weltmeister Éder Jofre, der als einer der besten Bantamgewichtler aller Zeiten gilt und Medel zuvor zweimal durch KO besiegt hatte.
Er konnte den ersten Kampf umstritten, den Rückkampf 1966 aber klar für sich entscheiden und ist dadurch der einzige Boxer, der Jofre schlagen konnte und zugleich der Einzige, der Titel im Fliegen- und im Bantamgewicht gewann. Er verteidigte den Titel insgesamt vier Mal, unter anderem Medel und den Kolumbianer Bernardo Caraballo, der in 53 Kämpfen zuvor nur gegen Jofre verloren hatte.
Im Februar 1968 unterlag er dem Aborigine Lionel Rose, einem leichtfüßigen Konterboxer, nach Punkten und musste somit seine Titel abgeben. Anschließend wechselte er in das Federgewicht.
1969 verlor er gegen den US-Amerikaner Alton Colter, forderte dann im Juli des Jahres in Australien trotzdem den Federgewichtsweltmeister Johnny Famechon heraus. Er hatte diesen drei Mal am Boden und selbst die meisten australischen Journalisten hatten ihn deutlich vorn, der ehemalige Weltmeister Willie Pep, der als Ringrichter und einziger Wertungsrichter fungierte, wertete den Kampf jedoch zu Famechons Gunsten.
Im Rückkampf im Januar 1970 ging er KO. Danach beendete er seine Karriere.
Er ist der einzige Japaner in der „International Boxing Hall of Fame“.